# Гізер Дорксен
Гізер Дорксен (англ. Heather Doerksen, нар. 12 лютого 1980) — канадська акторка. Озвучила багато мультфільмів і рекламних кампаній.

## Життєпис
Голландського походження. У коледжі її мета полягала у вивченні біологічних наук, але один клас акторської кар'єри переконав дівчину обрати саме її основним заняттям. Закінчила Університет Саймона Фрейзера в Британській Колумбії. Хезер отримала свою першу роль на екрані в т/с Таємниці Смолвіля і Секс в іншому місті.
Гізер з'явилася на сцені та на екрані разом з такими акторами, як Кеті Бейтс, Вільям Мейсі, Крістофер Ллойд і Джессіка Альба.

## Особисте життя
Її зріст — 1,77 м.

## Фільмографія

### Фільми
| Назва                          | Рік                   | Роль                        |
| ------------------------------ | --------------------- | --------------------------- |
| Моторошні пригоди Сабріни      | 2018                  | Грайла                      |
| Ніндзяго: Майстри Кружітцу     | 2015                  | Скайлор                     |
| Зачаївшись                     | 2015                  | Джилліан                    |
| Якось в країні чудес           | 2013                  | Сара                        |
| Тихоокеанський рубіж           | 2013                  | Лейтенант Саша Кайдановські |
| Інді Донезінг                  | 2012                  |                             |
| Ніщо, крім Різдва              | 2012                  |                             |
| Амброзія                       | 2012                  |                             |
| Перехрестя смерті              | 2012                  |                             |
| Викрадені: Біла історія Карлін | 2012                  | Агент Томпсон               |
| Хижа у лісі                    | 2012                  |                             |
| В ім'я короля 2                | 2011                  |                             |
| Алхімія й інші недоліки        | 2011                  |                             |
| Список клієнтів                | 2010                  |                             |
| Мармадюк                       | 2010                  |                             |
| Межа                           | 2010, 2 епізоди       |                             |
| Непрохані                      | 2009                  | Мілдред Кемп                |
| День, коли Земля зупинилась    | 2008                  |                             |
| Лицарі сталевої крові          | 2008                  |                             |
| Скарби ацтеків                 | 2008                  |                             |
| Барбі і кришталевий замок      | 2008                  | Федра, офіціантка           |
| Око                            | 2008                  |                             |
| Секс в іншому місті            | 2005-2008, 3 епізоди  |                             |
| Зоряний крейсер «Галактика»    | 2005-2008, 4 епізоди  |                             |
| Таємниці Смолвіля              | 2005-2008, 4 епізоди  |                             |
| Зошит смерті                   | 2007                  | Кійомі Такада               |
| Зоряна брама: Атлантида        | 2005-2007, 6 епізодів |                             |
| Надприродне                    | 2007, 1 епізод        |                             |
| Три місяця над Мілфорд         | 2006                  |                             |
| NANA                           | 2006                  | міс Сакагамі                |
| Останній день                  | 2006                  |                             |
| Kyle XY                        | 2006, 1 епізод        |                             |
| Блейд                          | 2006, 1 епізод        |                             |
| Хроніки Барбі                  | 2006                  |                             |

### Відеоігри
| Рік  | Назва                         | Роль                 |
| ---- | ----------------------------- | -------------------- |
| 2010 | Dead Rising 2                 | Амбер Бейлі, виживші |
| 2011 | Dead Rising 2: Off the Record | Амбер Бейлі, виживші |